# Bahnstrecke Ludwigslust–Dömitz
| Bahnhof Dömitz im September 2007 |                         |                          |                          |
| |                         |                          |                          |
| Streckennummer: | 6441                    |                          |                          |
| Kursbuchstrecke (DB): | 171 (alt)               |                          |                          |
| Kursbuchstrecke: | 104e (1934) 110g (1946) |                          |                          |
| Streckenlänge: | 30,3 km                 |                          |                          |
| Spurweite: | 1435 mm (Normalspur)    |                          |                          |
| |                         |                          |                          |
| \| \| \| von Schwerin \| \| \| \| \| von Hamburg \| \| \| \| 30,3 \| Ludwigslust \| Ludwigslust \| \| \| \| nach Parchim \| \| \| \| \| nach Berlin \| \| \| \| \| von Parchim \| \| \| \| \| Berlin–Hamburg \| \| \| \| 27,0 \| Awanst Techentin Nord \| Awanst Techentin Nord \| \| \| 26,6 \| Techentin \| Techentin \| \| \| 23,9 \| Alt Karstädt \| Alt Karstädt \| \| \| 20,7 \| Eulenkrug \| Eulenkrug \| \| \| 16,7 \| Eldena (Meckl) \| Eldena (Meckl) \| \| \| 12,7 \| Göhren (Meckl) \| Göhren (Meckl) \| \| \| 11,7 \| Conow Ladest. \| Conow Ladest. \| \| \| \| von Conow \| \| \| \| 9,6 \| Malliß \| Malliß \| \| \| \| nach Lübtheen \| \| \| \| \| Müritz-Elde-Wasserstraße \| \| \| \| 5,3 \| Neu Kaliß \| Neu Kaliß \| \| \| \| Löcknitz \| \| \| \| \| von Wittenberge \| \| \| \| 0,0 \| Dömitz \| Dömitz \| \| \| \| nach Lüneburg \| \| |                         |                          |                          |
| Strecke |                         | von Schwerin             | von Schwerin             |
| Abzweig geradeaus und von rechts |                         | von Hamburg              | von Hamburg              |
| Bahnhof | 30,3                    | Ludwigslust              | Ludwigslust              |
| Abzweig geradeaus und nach links |                         | nach Parchim             | nach Parchim             |
| Abzweig ehemals geradeaus und nach rechts |                         | nach Berlin              | nach Berlin              |
| Abzweig geradeaus und von links (Strecke außer Betrieb) |                         | von Parchim              | von Parchim              |
| Kreuzung geradeaus oben (Strecke geradeaus außer Betrieb) |                         | Berlin–Hamburg           | Berlin–Hamburg           |
| Abzweig geradeaus und von links (Strecke außer Betrieb) | 27,0                    | Awanst Techentin Nord    | Awanst Techentin Nord    |
| Haltepunkt / Haltestelle (Strecke außer Betrieb) | 26,6                    | Techentin                | Techentin                |
| Haltepunkt / Haltestelle (Strecke außer Betrieb) | 23,9                    | Alt Karstädt             | Alt Karstädt             |
| Haltepunkt / Haltestelle (Strecke außer Betrieb) | 20,7                    | Eulenkrug                | Eulenkrug                |
| Bahnhof (Strecke außer Betrieb) | 16,7                    | Eldena (Meckl)           | Eldena (Meckl)           |
| Haltepunkt / Haltestelle (Strecke außer Betrieb) | 12,7                    | Göhren (Meckl)           | Göhren (Meckl)           |
| Blockstelle (Strecke außer Betrieb) | 11,7                    | Conow Ladest.            | Conow Ladest.            |
| Abzweig geradeaus und von rechts (Strecke außer Betrieb) |                         | von Conow                | von Conow                |
| Bahnhof (Strecke außer Betrieb) | 9,6                     | Malliß                   | Malliß                   |
| Abzweig geradeaus und nach rechts (Strecke außer Betrieb) |                         | nach Lübtheen            | nach Lübtheen            |
| Brücke über Wasserlauf (Strecke außer Betrieb) |                         | Müritz-Elde-Wasserstraße | Müritz-Elde-Wasserstraße |
| Haltepunkt / Haltestelle (Strecke außer Betrieb) | 5,3                     | Neu Kaliß                | Neu Kaliß                |
| Brücke über Wasserlauf (Strecke außer Betrieb) |                         | Löcknitz                 | Löcknitz                 |
| Abzweig geradeaus und von links (Strecke außer Betrieb) |                         | von Wittenberge          | von Wittenberge          |
| Bahnhof (Strecke außer Betrieb) | 0,0                     | Dömitz                   | Dömitz                   |
| Strecke (außer Betrieb) |                         | nach Lüneburg            | nach Lüneburg            |

Die Bahnstrecke Ludwigslust–Dömitz in Mecklenburg-Vorpommern wurde von der staatlichen Großherzoglich Mecklenburgischen Friedrich-Franz-Eisenbahn als Teilstück einer geplanten Verbindung von Ludwigslust nach Uelzen erbaut. Der Abschnitt Malliß–Dömitz wurde am 29. Dezember 1889 eröffnet, die übrige Strecke am 20. Mai 1890. Sie erschloss in Nordost-Südwest-Richtung die Griese Gegend in Westmecklenburg. In Dömitz bestand Anschluss an die am 15. Dezember 1873 eröffnete Bahnstrecke Wittenberge–Lüneburg der Berlin-Hamburger Eisenbahn-Gesellschaft, welche über die Dömitzer Eisenbahnbrücke die Elbe überquerte.

## Betrieb

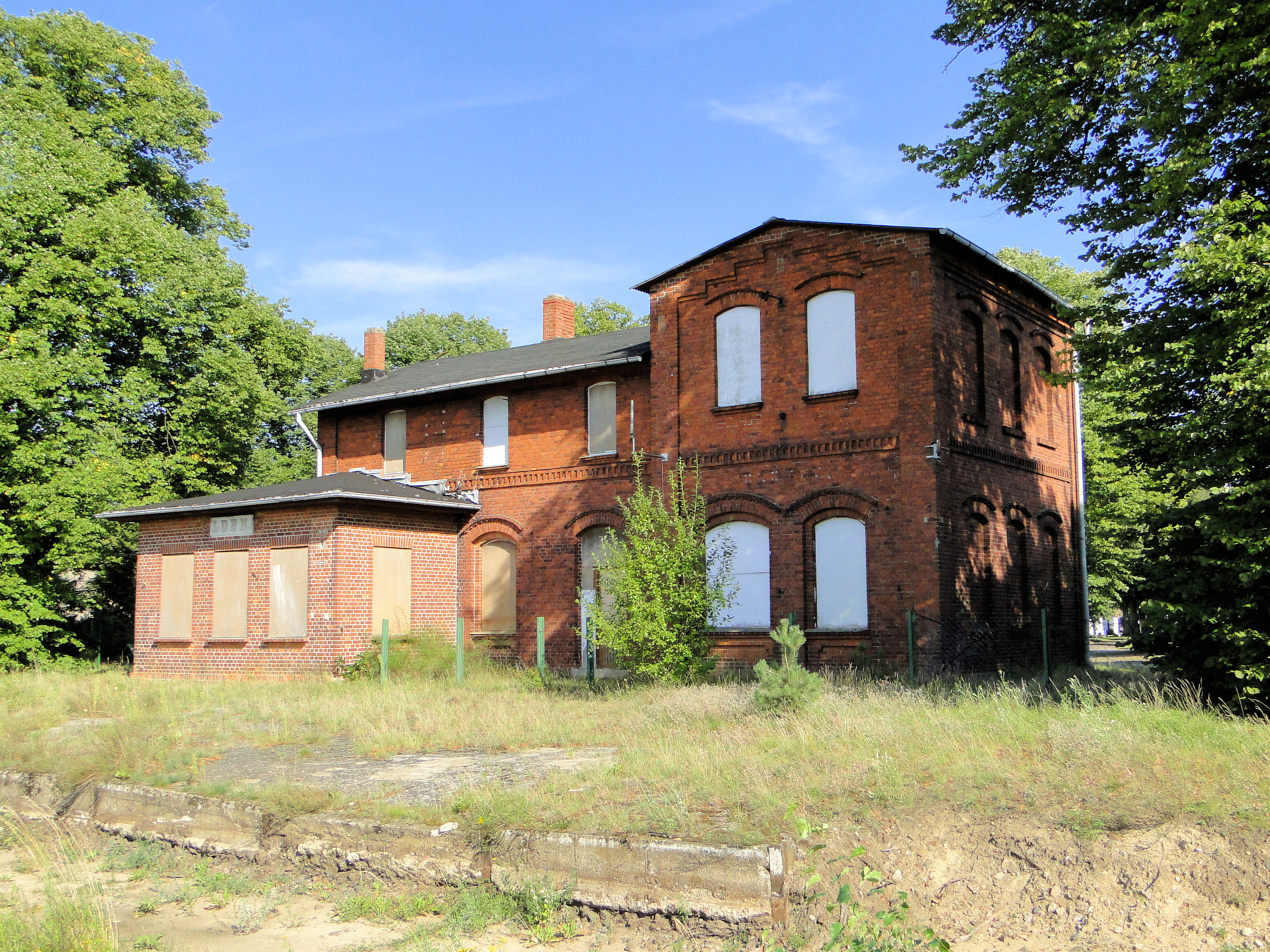
Verwaistes Empfangsgebäude in Eldena (2011)

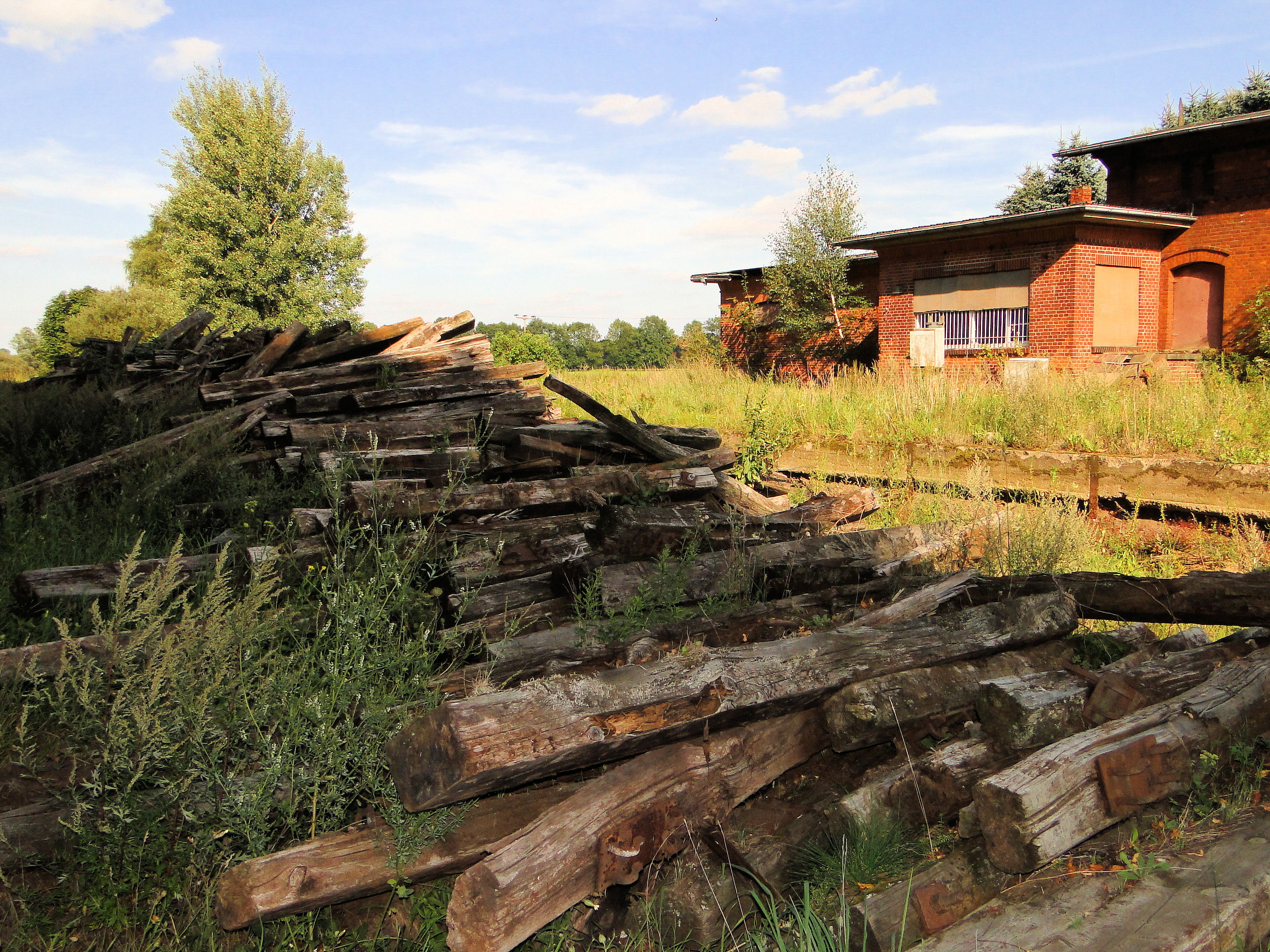
Abgelagerte Holzschwellen in Alt Karstädt (2011)

Die Verbindung von der alten Residenzstadt Ludwigslust in die Festungsstadt Dömitz erreichte nie mehr als regionale Bedeutung. In den 1930er Jahren verkehrte neben fünf bis sechs Zugpaaren, die teilweise bis Parchim durchgebunden waren, ein Eilzugpaar Rostock–Uelzen über die Strecke. Nach Zerstörung der Elbbrücke und dem Abbau des östlich der Elbe gelegenen Teilstücks der Verbindung Lüneburg–Wittenberge stellte die nunmehrige Stichstrecke von Ludwigslust die einzige Bahnverbindung der Elbstadt Dömitz dar. Zu DDR-Zeiten pendelten vier bis fünf Züge am Tag zwischen Ludwigslust und Dömitz.
1993 wurde ein angenäherter Zweistundentakt eingeführt. Während jahrzehntelang ausschließlich lokbespannte Züge auf der Strecke fuhren, wurden in den letzten Betriebsjahren der Strecke Triebwagen der Baureihe 771/772 und zuletzt 628 eingesetzt, die teilweise weiter bis Hagenow bzw. Neustrelitz fuhren. Am 1. Januar 1997 wurde der Güterverkehr und am 27. Mai 2000 der Personenverkehr auf der Verbindung eingestellt, am 11. April 2001 die Strecke schließlich stillgelegt. Die Stahlfachwerkbrücke, die in Ludwigslust über die zweigleisige Hauptbahn nach Wittenberge führte, wurde im September 2005 abgerissen. Als Gründe wurden europäische Konformitätsvorschriften genannt, die einen Gleisabstand von vier Metern vorschreiben. Zudem standen die Widerlager des Bauwerks zu dicht an der Hauptstrecke. Die Bahnstrecke nach Dömitz wurde Anfang 2006 von einer thüringischen Verwertungsfirma gekauft, die im Juli gleichen Jahres mit dem Abbau begann. Der Gleisrückbau war Ende 2007 weitgehend abgeschlossen. Noch im Jahr 2011 wurde auf der Strecke Schotter zur Wiederverwendung im Straßenbau abgetragen.
Am 11. August 2011 kam es zu einem Brand im ehemaligen Bahnhofsgebäude von Dömitz, bei dem dieses schwer beschädigt wurde. Nach einem weiteren Brand wurde es schließlich Mitte 2017 zwangsversteigert.